# リュウグウボタル属
リュウグウボタル属は、リュウグウボタルが分類される属に与えられる和名。従ってリュウグウボタルがどの属に分類されるかで「リュウグウボタル属」の名が指す属も変わり、下記の複数の属がリュウグウボタル属と呼ばれることがある。
- Ancilla（"シナモンリュウグウボタル属"）
- Baryspira（"ゴウシュウボタル属"）
- Amalda（"タマゴボタル属"）

## 概要
最初に「リュウグウボタル属」の和名を提唱したのは平瀬與一郎（1909）で、そのときはリュウグウボタルの学名を Ancilla rubiginosa としたうえで、その属 Ancilla（タイプ種は Ancilla cinnamomea Lamarck, 1801 シナモンリュウグウボタル）に対しリュウグウボタル属の和名を与えた。
しかし20世紀後期になるとAmalda （タイプ種は Ancillaria tankervillii Swainson, 1825 タマゴボタル）をリュウグウボタル属と呼ぶ例が認めらる（二宮(1988)など）。さらに肥後・後藤（1993）はリュウグウボタルの学名を Baryspira rubiginosa albocallosa とし、Baryspira Fischer, 1883（タイプ種は Ancillaria australis G. B. Sowerby I, 1830 ゴウシュウボタル）に「リュウグウボタル属」の和名を使用している。
2023年現在ではリュウグウボタルが Amalda 属に分類されることが多いため、Amalda 属がリュウグウボタル属と呼ばれることが多いが、リュウグウボタル属という和名のみでは具体的にどの属を指すのかは事実上わからない。

## Amalda属
以下は2023年現在リュウグウボタル属と呼ばれることが多い Amalda 属について説明する。この属のタイプ種はタマゴボタルである。 
リュウグウボタル属こと Amalda は、日本や南半球の大陸や島嶼の沿岸に生息する巻貝である。マクラガイ属(Oliva)と同様に砂底に棲んで二枚貝などを食べるが、分布する海域や深度、貝殻の形や蓋の有無などがマクラガイ属とは異なり、リュウグウボタル科(Ancillariidae)に分類される。高さ約6cm以下の紡錘形の貝殻をもち、殻口は殻長の半分程度開き、殻長の残り半分は螺塔が伸びる。螺塔は滑層に覆われる。ただし殻の高さはリュウグウボタルでも9cmを超えるものがある。また殻口にくらべて小さい蓋を持つとされるが、タケノコボタルほか殻口とほぼ同大の蓋をもつ種も多い。マクラガイ属と共通の特徴としては、腹足がとても広がって貝殻の側面も覆い、水管を前方に突き出して進む。歯舌は尖舌型(stenoglossate)で中歯は3歯尖。

## 分布
南半球の大陸の南東岸に集中しているほか、東南アジアから日本にかけて局在している。原殻や卵の観察より拡散海域は比較的狭く、ゴンドワナ大陸の分裂やテチス海の消滅と相関があると考えられる。

## 種類
二宮泰三らによりオーストラリア産を中心に登録された多数の新種を含む、多くの種が知られている。
　
- Amalda acuta Ninomiya, 1991 シロコビトリュウグウボタル。西オーストラリア沖水深約100m,殻高1.2cm[15]。
- Amalda albanyensis Ninomiya, 1987 コビトリュウグウボタル。オールバニ (西オーストラリア州)、水深5m, 殻長約1.2cm[16]。
- Amalda albocallosa (Lischke, 1873) リュウグウボタル。房総半島以南の水深10-30m、殻高約5cm。[17]
- Amalda aureus Ninomiya, 1990 アカツキリュウグウボタル。フリーマントル (西オーストラリア州)沖水深30m, 殻長2.4cm[18]。
- Amalda australis (G.B. Sowerby I, 1830) ニュージーランド, 4cm[19]。
- Amalda bullosa Ninomiya, 1991 ナガレボシリュウグウボタル。西オーストラリア沖水深約200m, 殻高5mm[15]。
- Amalda coenobium Ninomiya, 1991 シロズキンリュウグウボタル。クイーンズランド州, 殻高約2cm[15]。
- Amalda colemani Ninomiya, 1991 チヂミリュウグウボタル。クイーンズランド州沖水深350m, 殻高1.5cm[15]。
- Amalda concinna Ninomiya, 1990 オトメリュウグウボタル。オールバニ (西オーストラリア州), 殻高約2cm[18]。
- Amalda fasciata Ninomiya, 1991 カバヒメリュウグウボタル。ニューサウスウェールズ州, 殻高6mm[15]。
- Amalda festiva Ninomiya, 1991 オマツリリュウグウボタル。ニューサウスウェールズ沖水深70-200m, 殻高2.5cm[20]。
- Amalda gabelishi Ninomiya, 1988 コガネリュウグウボタル。南西オーストラリアエスペランス沖水深約150m, 殻高約3.5cm[4]。
- Amalda hayashii Ninomiya, 1988 キサキリュウグウボタル。奄美大島, 殻高約5cm[4]。
- Amalda hilgendorfi (Martens, 1897) タケノコボタル。鹿島灘～遠州灘の水深150-300m、殻高約5cm[17]。
- Amalda hinomotoensis (Yokoyama, 1922) ウラシマボタル (ヒノモトボタル)。房総半島～九州の水深50-200m、殻高約4cm[17]。
- Amalda lanceolata (Tate, 1889) ヤリノホリュウグウボタル。ニューサウスウェールズ州沖水深50-200m, 殻高2.8cm。
- Amalda lochia Ninomiya, 1990 アラフラリュウグウボタル。クイーンズランド州沖水深150-200m, 殻高1.4cm[18]。
- Amalda mamillata (Hinds, 1844) タカサゴボタル。台湾, 3.5cm[19]。
- Amalda nitidanosum Ninomiya, 1991 ミガキリュウグウボタル。ニューサウスウェールズ沖水深約400m, 殻高1cm[20]。
- Amalda ornata Ninomiya, 1988 マイヒメリュウグウボタル。南西オーストラリアエスペランス沖水深約150m, 殻高2-3cm[4]。
- Amalda otohime Majima, Tsuchida & Oshima, 1993 オトヒメボタル。下田沖200m, 尾鷲沖120m, 殻高3.4cm[7]。
- Amalda pacei (Amalda (Alcospira) zeigei) Petuch, 1987 カリブリュウグウボタル。ベリーズ沖ターネフェ環礁, 水深約200m, 殻高約2.5cm[16]。
- Amalda parentalis Shikama & Oishi, 1977 シラガボタル。喜界島更新統化石[7]。
- Amalda pinguis Ninomiya, 1991 チョウチンリュウグウボタル。南オーストラリア沖水深約150m, 殻高9mm[20]。
- Amalda ponderi Ninomiya, 1991 カシノミリュウグウボタル。ケアンズ沖水深250m, 殻高9mm[20]。
- Amalda procera Ninomiya, 1991 イトマキリュウグウボタル。西オーストラリア, 水深75m, 殻高8mm[20]。
- Amalda pullarium Ninomiya, 1991 ヒナノリュウグウボタル。クイーンズランド州, 殻高11mm[20]。
- Amalda rottnestensis Ninomiya, 1991 イシガキリュウグウボタル。西オーストラリア沖水深150m, 殻高11mm[20]。
- Amalda rubrofasciata Ninomiya, 1991 ベニオビリュウグウボタル。ニューサウスウェールズ州沖水深70-200m, 殻高約1.5cm[20]。
- Amalda sidneyensis Ninomiya, 1991 シドニーリュウグウボタル。シドニー沖水深約140m, 殻高1.6cm[20]。
- Amalda tankervillii (Swainson, 1825) ベネズエラ, 6.5cm[19]。
- Amalda tenuis Ninomiya, 1991 キヌゴロモリュウグウボタル。西オーストラリア, 殻高1.5cm[20]。
- Amalda turgida Ninomiya, 1990 ベンケイリュウグウボタル。エスペランス沖水深20m、殻高3.5cm[18]。
- Amalda utopica Ninomiya, 1987 マボロシリュウグウボタル。佐多岬・種子島沖水深50-200m, 殻高4cm[16]。
- Amalda virginea Ninomiya, 1990 サオトメリュウグウボタル。オールバニ (西オーストラリア州), 水深3m, 殻高約2cm[18]。

リュウグウボタル類は、かつてはマクラガイ科(Olividae)に含められていたが、現在ではリュウグウボタル科(Ancillariidae)に分類されるようになった。この科にはリュウグウボタル属(Amalda)のほかにホザキリュウグウボタル属(Ancillus)が含まれる。